# أس أويل (شركة)
شركة أس أويل هي شركة بترول وتكرير، يقع مقرها الرئيسي في سيول، كوريا الجنوبية. تأسست في عام 1976. وتنتج منتجات البترول والبتروكيماويات ومواد التشحيم. تم إدراج الشركة كشركة فورتشن جلوبال 500 في عام 2009. (المرتبة 441).
وتبلغ طاقة مصفاة أونسان لتكرير النفط في أولسان حوالي 650,000 برميل يوميًا.

## حوكمة الشركات
اعتبارًا من 13 يونيو 2019، المدير التنفيذي والمدير الممثل لها هو حسين القحطاني.

## ملكية
اشترت أرامكو السعودية 35% من أسهم في أغسطس 1991، وزادتها إلى 65% في عام 2014. يتم تداول الأسهم العادية في البورصة الكورية. وهي مدرجة أيضًا في مؤشر داو جونز.